# Sherlock Holmes et le Docteur Watson (série télévisée, 1980)
Sherlock Holmes et le Docteur Watson (Sherlock Holmes and Doctor Watson) est une série télévisée policière américano-polonaise produite par Sheldon Reynolds et Danilo Sabatini, diffusée en 1979-1980 en syndication aux États-Unis, et sur TVP en Pologne.
En France, la série a été diffusée du 3 janvier 1992 au 13 février 1992 sur La Cinq.

## Distribution
- Geoffrey Whitehead (en) : Sherlock Holmes
- Donald Pickering (en) : le docteur Watson
- Patrick Newell : l'inspecteur Lestrade
- Kay Walsh : Mme Hudson

## Épisodes
1. A Motive for Murder
2. The Case of the Speckled Band
3. Murder on a Midsummer's Eve
4. Four Minus Four Is One
5. The Case of the Perfect Crime
6. The Case of Harry Rigby
7. The Case of the Blind Man's Bluff
8. A Case of High Security
9. The Case of Harry Crocker
10. The Case of the Deadly Prophecy
11. The Case of the Baker Street Nursemaids
12. The Case of the Purloined Letter
13. The Case of the Travelling Killer
14. The Case of the Sitting Target
15. The Case of the Final Curtain
16. The Case of the Three Uncles
17. The Case of the Body in the Case
18. The Case of the Deadly Tower
19. The Case of Smith & Smythe
20. The Case of the Luckless Gambler
21. The Case of the Shrunken Heads
22. The Case of Magruder's Murder
23. The Case of the Other Ghost
24. The Case of the Close-Knit Family